# OSR France
 (décembre 2015).
Si vous disposez d'ouvrages ou d'articles de référence ou si vous connaissez des sites web de qualité traitant du thème abordé ici, merci de compléter l'article en donnant les références utiles à sa vérifiabilité et en les liant à la section « Notes et références ».
 (août 2023).

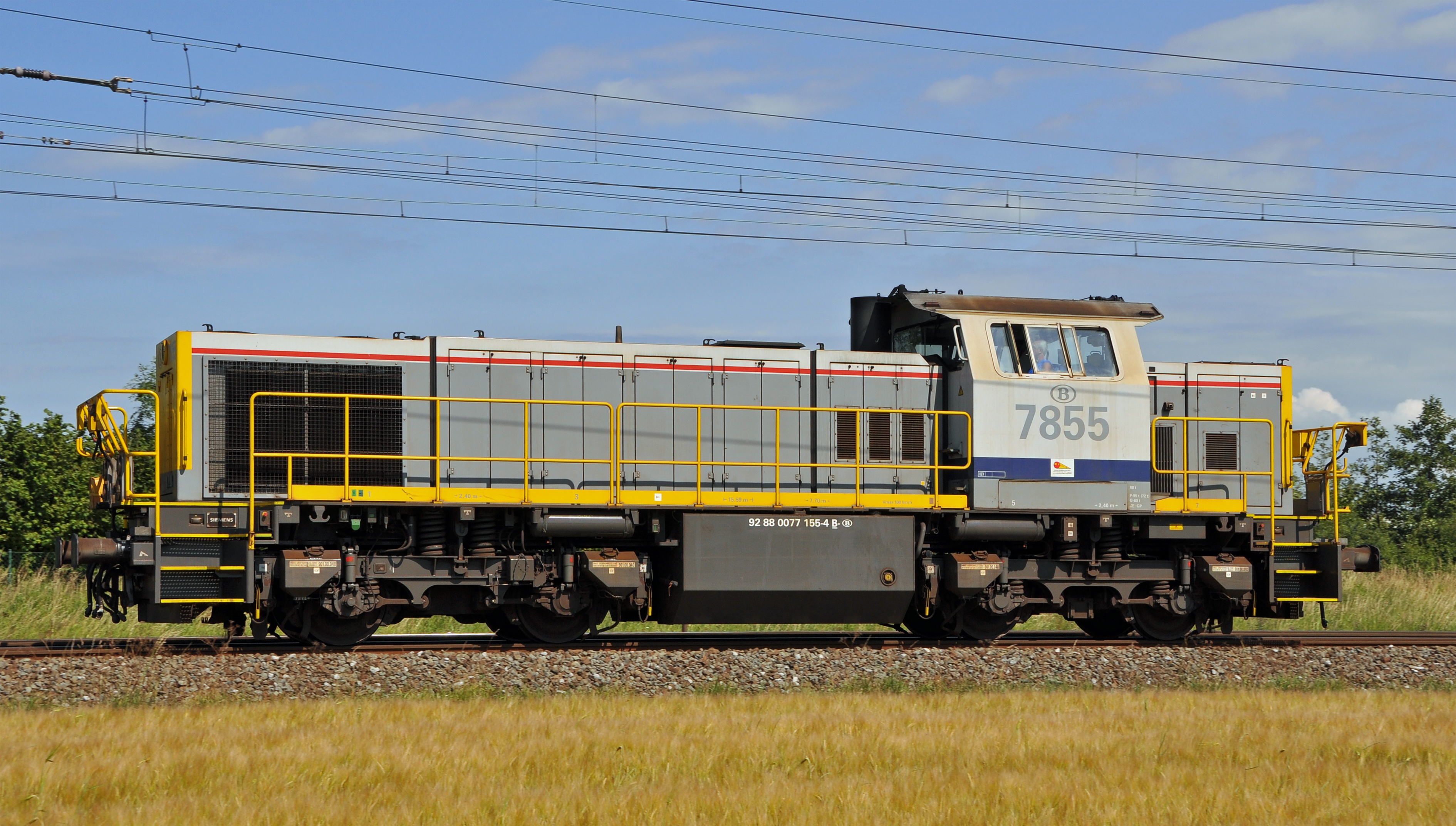
HLD7700 SNCB

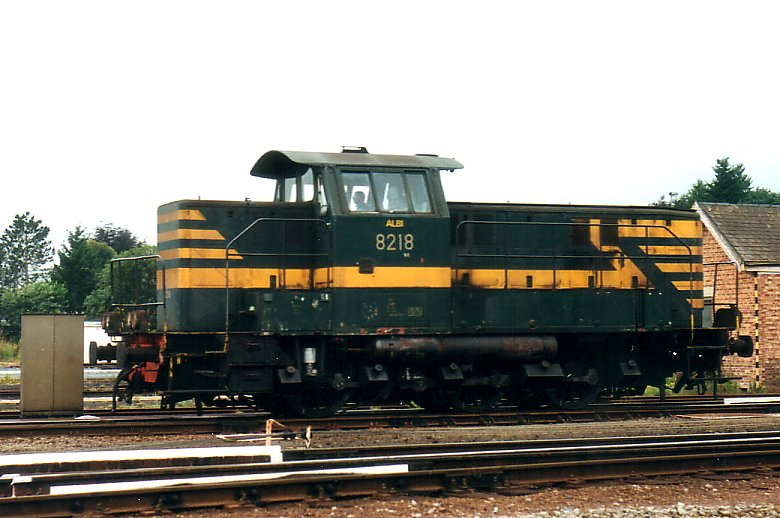
HLD8200 SNCB

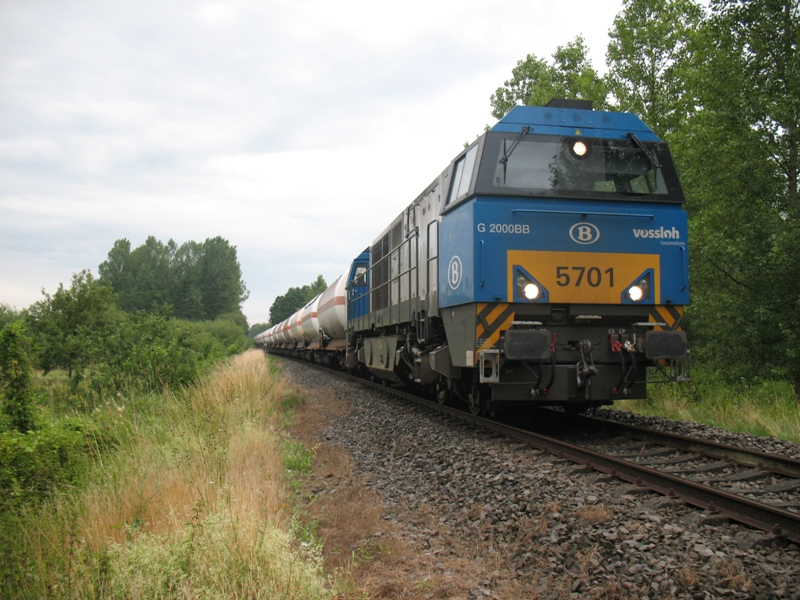
HLD5700 SNCB

LINEAS France (On Site Rail) est une entreprise ferroviaire privée, filiale de SNCB Logistics, branche de la compagnie ferroviaire nationale belge, créée en 2008 et opérant dans le Grand Nord de la France, pour la desserte d'embranchements particuliers ou la traction de trains complets. OSR France utilise des locomotives prêtées par la SNCB ou louées à des sociétés de location de locomotives comme Alpha Trains ou Akiem.

## Historique
OSR France est un opérateur ferroviaire privé né en 2008. La même année a été assuré son premier train commercial. Il a été créé initialement pour répondre à un problème souvent rencontré par les autres opérateurs privés comme Euro Cargo Rail, Europorte ou encore VFLI : acheminer des wagons directement au client dans ses installations : usine, port, complexe industriel... En effet, le manque de locomotives de manœuvre chez les opérateurs ferroviaires a tendance à complexifier la desserte des embranchements particuliers (on dit aussi ITE : Installation Terminale Embranchée). Rapidement, OSR France a également assuré la traction de trains complets dans tout le Nord, se concentrant particulièrement sur les relations transfrontalières avec la Belgique notamment. OSR France se charge par exemple des manœuvres au sein du Port Autonome de Strasbourg. Son parc de locomotives est exclusivement composé de locomotives louées à Akiem ou Alpha Trains, ainsi que de machines prêtées par la SNCB. En 2015, l'entreprise s'est vue renouveler son certificat de sécurité lui permettant de rouler sur le réseau ferré Français par l'EPSF, pour une durée de 5 ans.

## Matériel roulant
OSR France a commencé avec des locomotives Diesel BB série 7700 (HLD 77) construites par Vossloh et prêtées par la SNCB. Peu après, ces machines ont été remplacées par des BB série 5700 (HLD 57) du type Vossloh G 2000, elles aussi prêtées par la SNCB, qui elle-même les loue à Alpha Trains et Euro Cargo Rail.

En 2010, pour les services de manœuvres, OSR France a loué à Alpha Trains deux locomotives du type Vossloh G 1206, d'anciennes BB 61000 de la SNCF ayant conservé la livrée verte et grise de Fret SNCF. Une troisième G 1206, louée à Alpha Trains, est venue s'ajouter en fin d'année, ainsi que d'autres G 2000 SNCB.

Fin 2011, OSR France a récupéré deux locotracteurs C série 8200 (HLD 82) prêtés par la SNCB, pour les manœuvres dans le port de Strasbourg.

Enfin, sept BB 75000 (version Diesel de la Prima d'Alstom) louées par Akiem à OSR France pour pallier le manque de locomotives dû au rapide développement de l'entreprise. Ces machines arborent la livrée fantôme d'Akiem, souvent avec d'originales faces frontales roses.

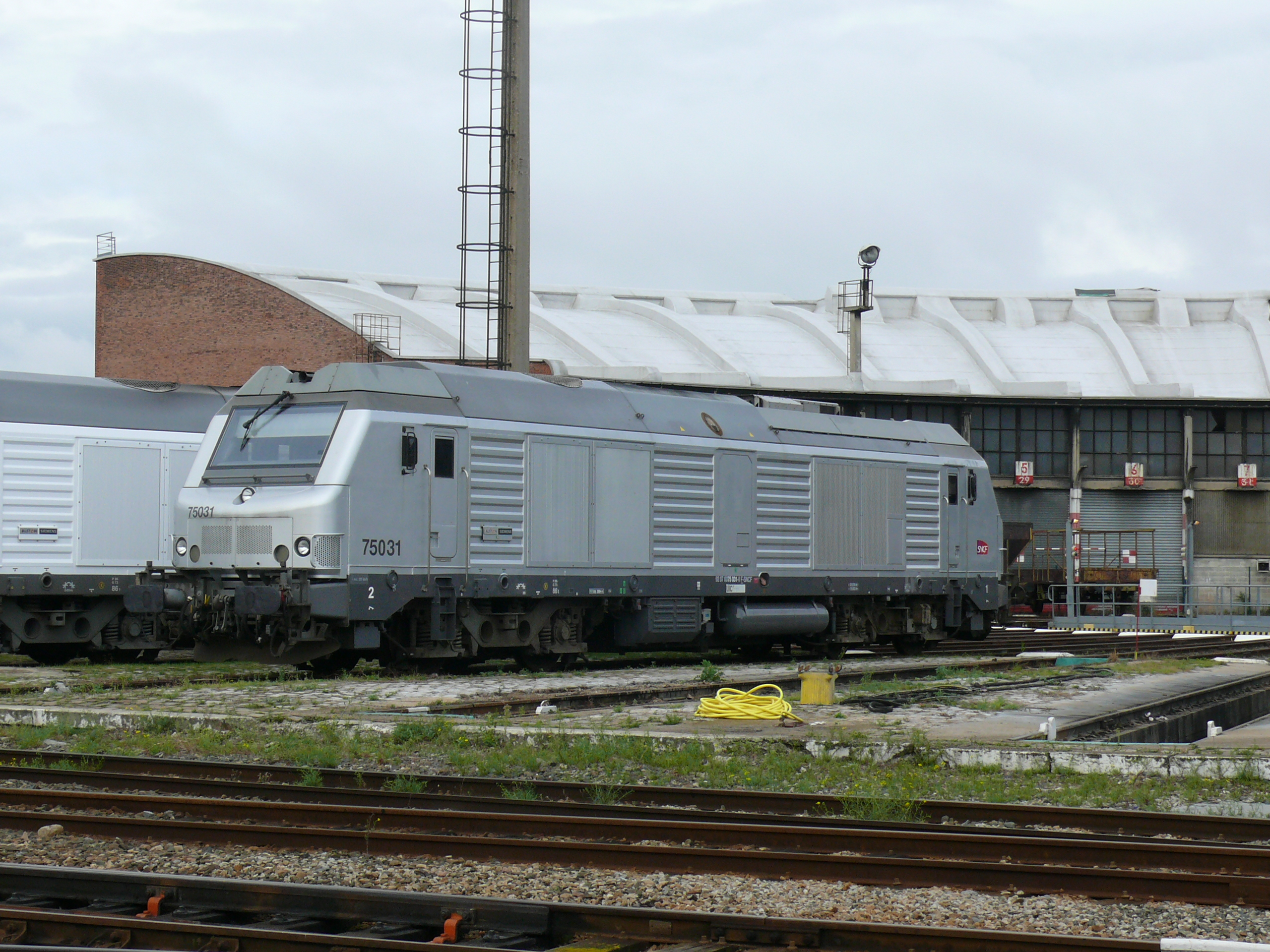
BB 75000 Akiem

### Inventaire du matériel moteur d'OSR France au 12 juin 2014

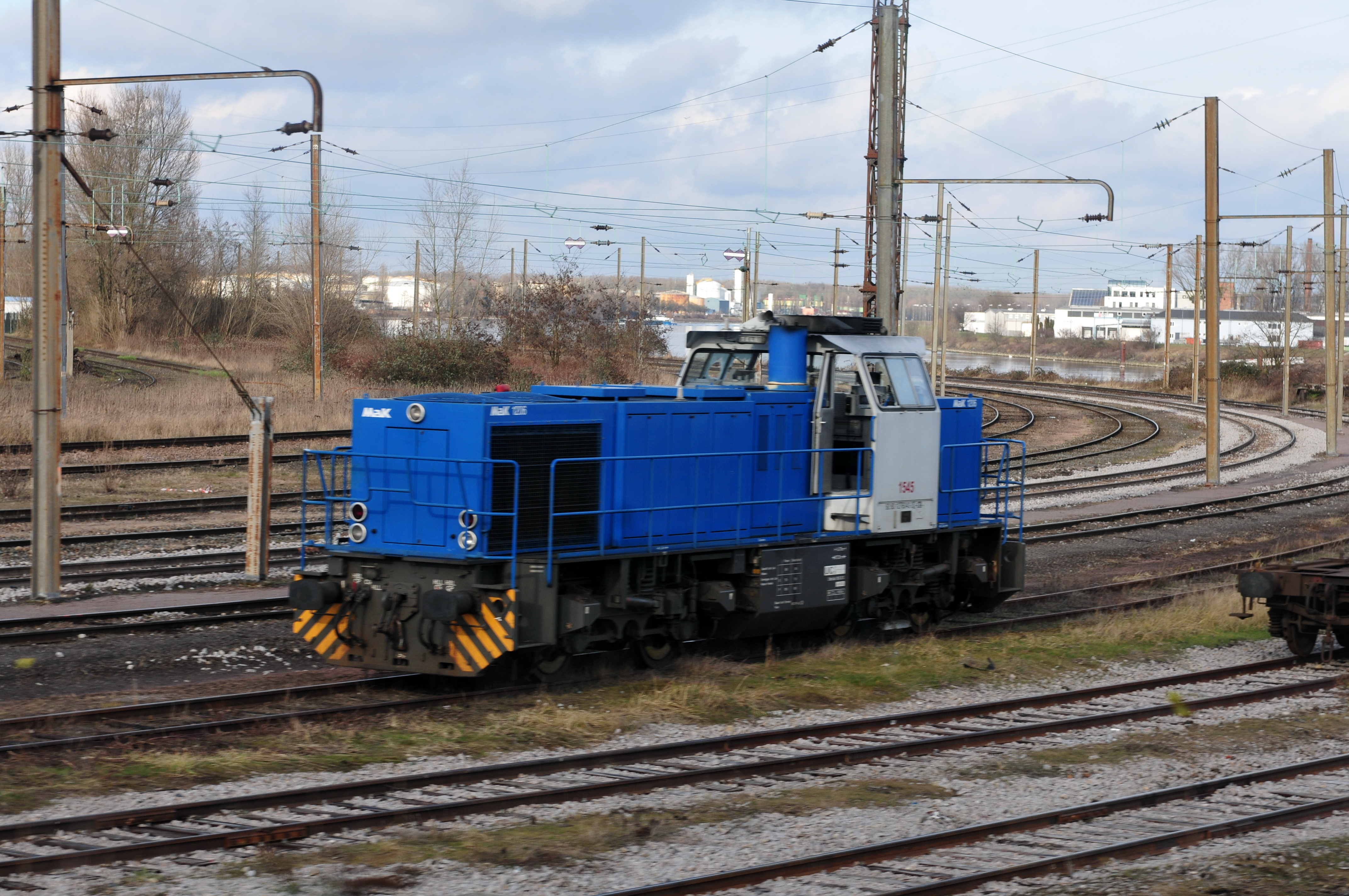
G 1206 Alpha Trains

| Constructeur | Type           | Nombre | Numéros d'exploitation                                                               | Observations |
| ------------ | -------------- | ------ | ------------------------------------------------------------------------------------ | --- |
| Vossloh      | G 1206         | 1      | BB 1544                                                                              | Louée à Alpha Trains ; livrée bleue et blanche Alpha Trains                                                      |
| Vossloh      | G 1206         | 2      | BB 61011 / 61013                                                                     | Louées à Alpha Trains ; anciennement Fret SNCF ; livrée Fret SNCF ; surnommées Audrey et Maryline respectivement |
| ABR          | HLD 82         | 2      | C 8211 / 8214                                                                        | Prêtés par la SNCB                                                                                               |
| Vossloh      | G 2000         | 4      | BB 5706 / 5707 / 5708 / 5709                                                         | Prêtées par la SNCB qui les loue à Alpha Trains ; livrée blanche Euro Cargo Rail (ancien propriétaire)           |
| Vossloh      | G 2000         | 2      | BB 5701 / 5705                                                                       | Prêtée par la SNCB qui les loue à Alpha Trains ; livrée bleue et blanche Alpha Trains                            |
| Vossloh      | G 2000         | 1      | BB 5704                                                                              | Prêtées par la SNCB qui les loue à Alpha Trains ; livrée verte et blanche Alpha Trains                           |
| Alstom       | Prima BB 75000 | 12     | 75007, 75010, 75011, 75012, 75013, 75014, 75015, 75017, 75019, 75025, 75036 et 75110 | Louées à Akiem - livrée grise Akiem à faces frontales roses -livrée noir Linéas Mise à jour au 4 janvier 2018    |

## Services assurés par OSR France
OSR France a choisi de se spécialiser dans le trafic diffus, c'est-à-dire des trains composés de wagons provenant de lieux divers pour des clients divers. L'opérateur assure également des trains complets et des services de manœuvre et desserte d'embranchements particuliers, son activité initiale. Les principaux trains assurés sont :
- Train quotidien de chlorure de vinyle entre Tessenderlo (Belgique) et Bully-Grenay pour l'usine de PVC assuré par des BB série 7700 SNCB puis à partir de 2009 par des HLD 57 SNCB (G 2000)
- Services de manœuvres et dessertes d'embranchements particuliers pour le compte de diverses entreprises belges autour de Tergnier et Aulnoye avec les trois G 1206
- Train d'ammoniac deux fois par semaine entre le port d'Anvers (Belgique) et les raffineries Total de Grandpuits assuré par des BB série 5700 SNCB

À cela s'ajoutent :
- Transport de produits chimiques entre Aulnoye et Coulogne pour le compte de Calcaire Chimie
- Desserte de l'usine Akers de Berlaimont, produisant des cylindes en acier pour les laminoirs
- Desserte de l'usine sidérurgique Descours et Cabaud à Athies-sous-Laon
- Transport de céréales pour le groupe Soufflet entre Paris, Amiens et Châlons-en-Champagne et Amiens
- Transport de produits sidérurgiques entre Gand (Belgique) et Troyes

On notera également d'autres relations à Châlons-en-Champagne et Ribecourt (produits chimiques et à Creil (produits sidérurgiques), ainsi que pour le compte des entreprises SDM (stockage et manutention, Sin-le-Noble), Inorec (recyclage, Valenciennes), Eurorail (papier, Lérouville).

### Yara Express
Yara Express est un autre service assuré par OSR France. L'usine d'engrais Yara implantée au Havre utilise l'opérateur ferroviaire pour transporter de l'engrais à destination de plusieurs clients situés en France et en Belgique. Les problèmes engendrés par le système MLMC (multilots multiclients) de Fret SNCF avaient en effet poussé Yara à abandonner les services de la SNCF. L'entreprise s'est tournée vers SNCB Logistics, pour pouvoir utiliser un seul opérateur commun pour la France et la Belgique. Les clients français de Yara sont desservis depuis le hub OSR France de Tergnier. Les trains d'engrais peuvent ensuite partir vers la Belgique pour rejoindre les hubs SNCB Logistics de Lérouville puis Monceau (Belgique) et aller jusqu'à l'usine Yara de Tertre. Ainsi, les wagons chargés de matières dangereuses ne restent jamais stationnés longtemps au même endroit, les trains ne s'arrêtant qu'à trois endroits différents : les hubs de Tergnier, Lérouville et Monceau.

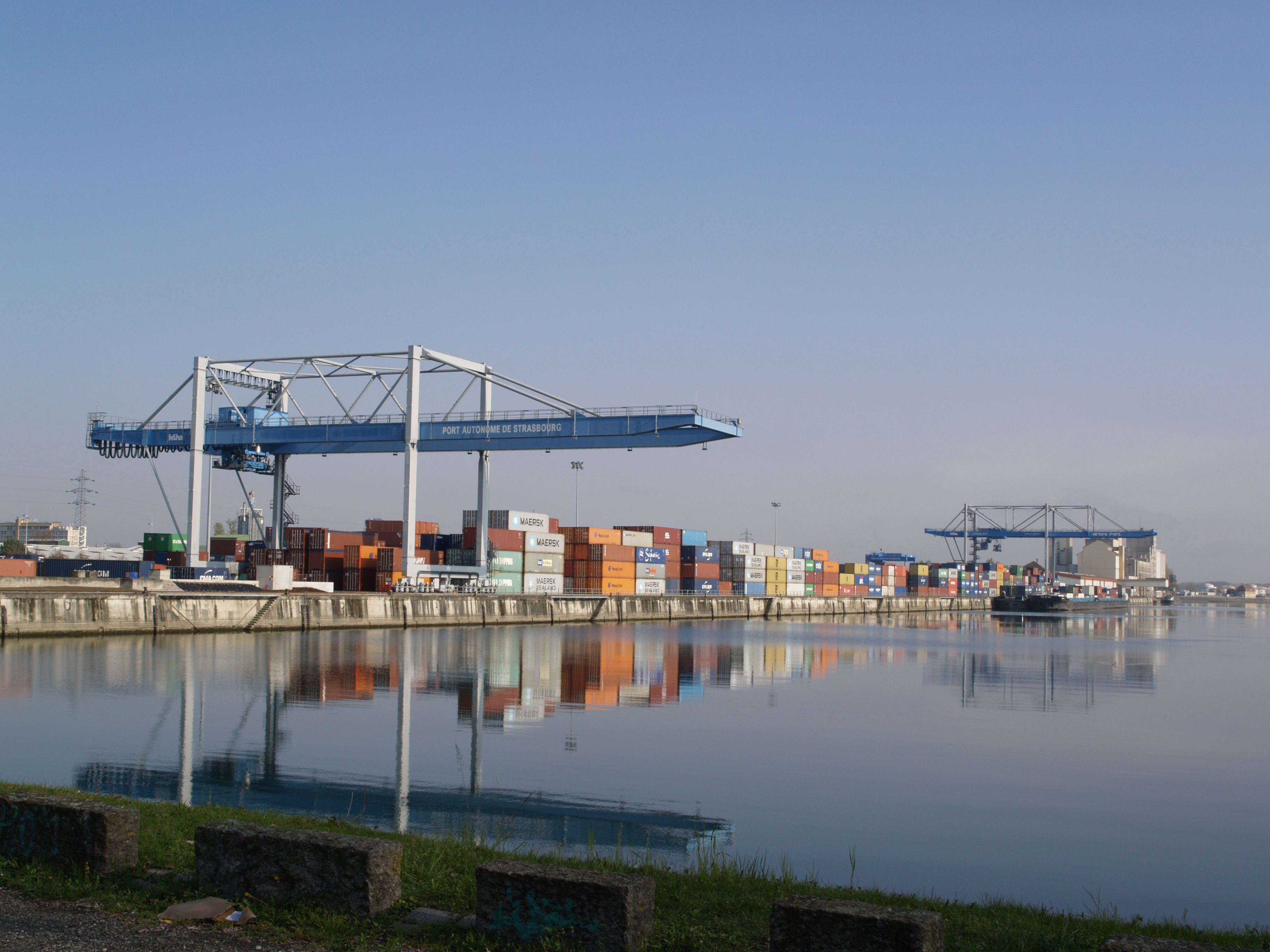
Le terminal de conteneurs du Port Autonome de Strasbourg

### Port de Strasbourg
Le Port Autonome de Strasbourg (PAS) a lui aussi fait appel à OSR France pour les manœuvres au sein des installations portuaires. L'opérateur a pour cela récupéré les locotracteurs C 8211 et 8214 de la SNCB pour cette tâche. Deux flux principaux sont gérés par OSR France, à savoir :
- Un train de conteneurs entre Anvers et Strasbourg qui circule cinq fois par semaine : les wagons sont pris en charge par OSR France entre le faisceau de triage du port et le terminal de conteneurs.
- La desserte de l'usine NLMK de Strasbourg avec un train de coils en provenance de La Louvière (Belgique).

## Sources
- Rail Passion hors-série de juillet 2012 : Les nouveaux acteurs du fret en France
- Magazines Le Train (n° 289, 304)